# بادي باركر
بادي باركر (بالإنجليزية: Buddy Parker)‏ هو لاعب كرة قدم أمريكية أمريكي، ولد في 16 ديسمبر 1913 في سلاتون في الولايات المتحدة، وتوفي في 22 مارس 1982 في كوفمان في الولايات المتحدة.

## وصلات خارجية
- بادي باركر على موقع مرجع كرة القدم المحترفة.كوم (الإنجليزية)
- بادي باركر على موقع إن إن دي بي (الإنجليزية)